# القصیدات
القصیدات یک منطقهٔ مسکونی در امارات متحده عربی است که در امارت رأس‌الخیمه واقع شده‌است. القصیدات ۲۷ متر بالاتر از سطح دریا واقع شده‌است.